# ادیسه فضایی (مجموعه تلویزیونی)
ادیسه فضایی: سفر به سیارات (انگلیسی: Space Odyssey: Voyage to the Planets) یک مجموعهٔ تلویزیونی خیالی مستندگونهٔ بریتانیایی است که در سال ۲۰۰۴ منتشر شد. از بازیگران آن می‌توان به کالین استینتن اشاره کرد.